# Czontauł
Czontauł (ros. Чонтаул) – wieś w Rosji, w Dagestanie, w rejonie kiziljurtowskim. W 2010 liczyła 7023 mieszkańców.